# Suessions
Les Suessions — latin Suessiones — étaient un peuple gaulois de Gaule belgique. Ils ont laissé leur nom à la ville de Soissons et au Soissonnais. Ils avaient pour clients les Meldes, les Silvanectes et les Viromanduens, et étaient étroitement liés avec leurs voisins, les Rèmes. Leur capitale avant la conquête romaine était Noviodunum ou Noviodunum Suessionum, que l'on situe à Pommiers. Après la guerre des Gaules, elle est probablement transférée sur le site de Villeneuve-Saint-Germain jusqu'à la fondation d'Augusta Suessionum, la future Soissons.
Leur territoire est encadré par celui des Rèmes, des Viromanduens, des Bellovaques, des Silvanectes et des Meldes, ces deux derniers étant peut-être à l'origine de simples pagus de la cité des Suessions. À l'époque gallo-romaine, il faut y rajouter les Tricasses.

## Étymologie
L'étymologie du nom des Suessions n'est pas assurée et les scientifiques ont fait plusieurs propositions dont aucune ne s'impose.
Les Suessions vivant sur les rives de l'Aisne, on a proposé qu'ils tirent leur nom de la rivière, « Axona ». Cette hypothèse, discutable, en fait le « peuple de la rivière Axona ».
D'autres traductions ont été faites comme « Ceux qui se sont approprié leur territoire », « Ceux qui ont fait leur le territoire de conquête » proposé par Françoise Bader. Cette analyse traduit la première syllabe du nom des Suessiones, Suess- comme étant une forme réfléchie comparable au latin sui. Xavier Delamarre traduit Suessiones par « Ceux qui ont six troupes ». Léon Fleuriot parle de « Ceux qui sont riches en nourriture ».

## Histoire

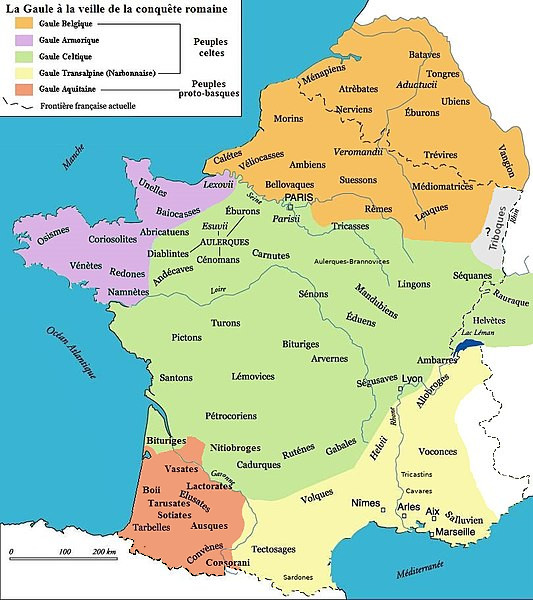
Carte des peuples de la Gaule.

Les Suessiones apparaissent dans les textes antiques avec la guerre des Gaules. Jules César est le premier à les évoquer dans ses commentaires. Toutefois Strabon, quelques décennies plus tard, raconte des évènements antérieurs à ceux rapportés par le conquérant.

### La guerre des Cimbres
Les Suessions appartiennent à la confédération des Belges qui repousse les Cimbres et leurs alliés teutons, lors de l'incursion de ces derniers en Gaules vers -109 av. J.-C.
Par la suite ils semblent acquérir la prééminence sur les peuples belges. Sous le règne du roi Diviciacos, un homonyme du druide et homme politique éduen, il est possible qu'ils étendent également leur influence sur certains peuples de Bretagne.

### La guerre des Gaules
En 57 av. J.-C., leur hégémonie sur la Gaule belgique semble être contestée par les Bellovaques. Ceux-ci en effet réclament la direction militaire de la coalition montée contre César. Ce rôle sera néanmoins confié aux Suessions, en la personne de Galba, roi des Suessions et successeur de Diviciacos. Toutefois Dion Cassius place un certain Adra à la tête de la coalition.

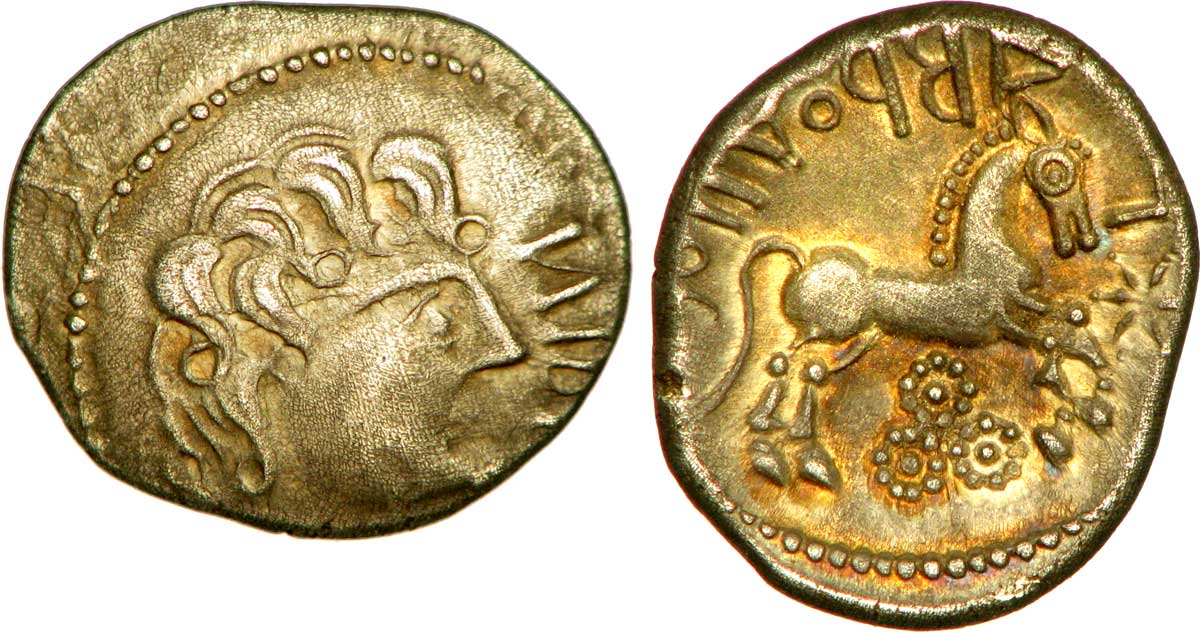
Denier au cheval frappé par les Suessions. Date : c. 60-50 av. J.-C.

Lors de la réunion de la coalition, les Rèmes font défection et s'allient avec César. Cette défection est un revers important pour le peuple suession puisqu'ils partageaient avec les Rèmes une relation particulière. Selon César il s'agit de peuple frère, partageant nombres d'institutions, magistrats et chefs de guerre. Les Rèmes vont soutenir Jules César tout au long de la guerre.
En réponse à la coalition belge, Jules César envoie un contingent éduen ravager le pays des Bellovaques puis s'installe en bordure de l'Aisne, à la frontière entre les Suessions et les Rèmes. Les Belges, qui, à ce moment, assiégeaient Bibrax, finissent par marcher sur lui.
À la suite d'une première confrontation avec les troupes belges sur les rives de l'Aisne, Jules César marche sur la capitale des Suessions et l'assiège après un premier assaut infructueux. Galba offre alors la soumission de son peuple, donnant ses deux fils pour otage et déposant les armes. L'intervention des Rèmes semble leur obtenir des conditions de soumission plutôt généreuse. De fait, il semble qu'un siècle plus tard ils ne soient pas soumis au tribut envers Rome. Ils sont néanmoins placés sous la tutelle des Rèmes. Les peuples des Meldes et des Silvanectes, dont on soupçonne qu'il pourrait s'agir originellement de pagus des Suessions, pourraient avoir pris leur indépendance à cette occasion.
Les Suessions ne sont pas cités par César dans les contingents gaulois qui participent aux coalitions de 52 av. J.-C. Ce point paraît être confirmé par l'archéologie. Il n'a, en effet, pas été retrouvé de monnaies suessione sur le champ de bataille d'Alésia.
En 51 av. J.-C., ils sont la cible d'une attaque de la part d'une coalition levée par les Bellovaques. Jules César intervient, à la demande des Rèmes, et obtient la reddition des troupes bellovaques et de leurs alliés.

### Après la conquête
Lors de la réorganisation de la Gaule par Marcus Vipsanius Agrippa, vers 30 av. J.-C., les Suessions sont intégrés à la province de Gaule belgique. Ils se dotent également d'une nouvelle capitale, Augusta Suessionum où fût construit un théâtre. Leurs anciens clients ou pagus sont désormais indépendants, formant ainsi les cités meldes et silvanectes.
Selon Pline l'Ancien, ils ont un statut de cité libre, c’est-à-dire qu'ils ne sont pas soumis à la juridiction du gouverneur de la province dont relevait la civitas. De plus, ils échappent au paiement du tribut. Cette distinction prit, dès le règne de Tibère, une forme purement honorifique, ne dispensant plus les peuples libres des obligations fiscales communes à toutes les civitates. À cette occasion Pline mentionne un autre peuple, non libre, portant un nom à la sonorité proche et situé géographiquement à proximité des Suessiones, entre eux et les Viromanduens. Ce peuple, les Suæuconi, est inconnu par ailleurs. Il est parfois considéré que les Catuslogues, également cités par Pline et également inconnus par ailleurs, sont un pagus d'une des grandes cités environnantes. Il s'agit peut-être ici d'un cas similaire.
Au Ve siècle apr. J.-C. la cité des Suessions fait partie de l'enclave gallo-romaine dirigée par Ægidius, puis rendue indépendante par son fils Syagrius, lequel fera de Soissons sa capitale. La cité des Suessions est ensuite sous le contrôle de Clovis à la suite de la bataille de Soissons. Elle est, dès lors, intégrée au Royaume franc.

## Le territoire suession

### Étendue et limites

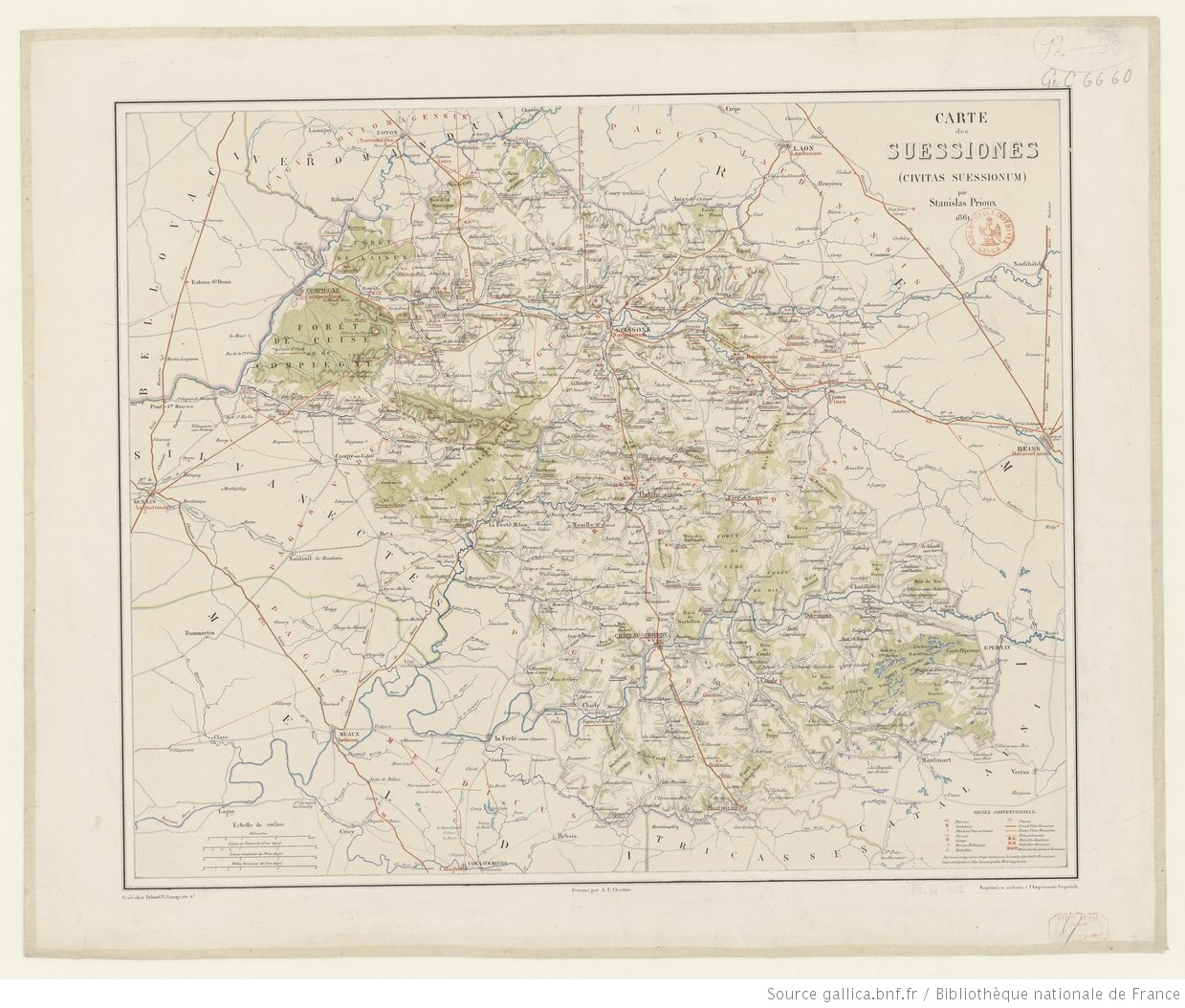
Carte des Suessiones par Stanislas Prioux.

Le territoire des Suessions est principalement centré sur la vallée de l'Aisne qui regroupe la grande majorité des agglomérations que l'on peut attribuer aux Suessions. Il est possible qu'ils aient contrôlé aussi une partie de la vallée de la Marne entre les territoires meldes et rèmes, mais aucune agglomération protohistorique d'importance ne vient confirmer ce fait. Il est également possible qu'avant la guerre des Gaules, les territoires meldes et silvanectes n'aient été que de simples pagus de la cité des Suessiones. Les Rèmes sont peut-être alors dans le même cas.
Le texte césarien évoque un territoire vaste et fertile, or le territoire des Suessions s'avère nettement plus petit que celui des Rèmes et, parmi les peuples du Belgium, sur lesquels les Suessions ont une prééminence durant la première moitié du Ier siècle av. J.-C., les peuples ont un territoire de taille équivalente, tels les Bellovaques et les Arebates, ou supérieure, comme l'est le territoire des Ambiens. L'éclatement de la cité des Suessions à la suite des actions de Jules César peut expliquer cet apparent paradoxe.

### Agglomérations
César parle d'une douzaine de villes pour le territoire des Suessions. Mais même en ajoutant celles trouvées sur les territoires meldes, silvanecte et rèmes, on obtient un chiffre inférieur. Les agglomérations actuellement découvertes sur le territoire des Suessions proprement dit sont :
- l'oppidum de Pommiers : situé à 6 km en aval de Soissons, sur la commune de Pommiers. Il s'agit très probablement de la Noviodunum assiégée par Jules César en 57 av. J.-C. Il s'agit potentiellement de la capitale du roi Galba. Cette agglomération disparaît ensuite au profit de la ville gallo-romaine de Soissons

- l'oppidum de Villeneuve-Saint-Germain : oppidum de type méandre barré situé à 3 km en amont de la ville de Soissons, sur le territoire de la commune de Villeneuve-Saint-Germain. Une muraille, précédée de fossés, barre le méandre de l'Aisne, définissant ainsi un espace d'une centaine d'hectares. Cet oppidum est réputé pour ses longs fossés couverts qui, se croisant à angle droit, partagent l'oppidum en quatre parties inégales. L'oppidum disparaîtra au profit d'Augusta Suessionum sous le règne d'Auguste[17].

- Augusta Suessionum : fondée sous le règne d'Auguste, probablement à la suite des réorganisations faites par Marcus Vipsanius Agrippa lors de ses séjours en Gaule. Elle devient le chef-lieu de la cité des Suessiones et absorbe les deux agglomérations de Pommiers et Villeneuve-Saint-Germain. Elle est aujourd'hui connue sous le nom de Soissons.

D'autres oppida permettaient aux Suessions de contrôler le trafic dans la vallée de l'Aisne, Il s'agit de :
- l'oppidum de Saint-Pierre-en-Chastres, sur la commune de Vieux-Moulin. Ce petit oppidum de 26 hectares a été fouillé par Eugène Viollet-le-Duc sur ordre de Napoléon III. Les fouilles ont révélé, outre l'occupation laténienne, des vestiges de l'âge du bronze conservés au musée d'Archéologie nationale. L'ensemble est reconstitué suivant les plans de Viollet-le-Duc[18]. Un sondage réalisé en 1972, confirme en grande partie les résultats obtenus sous le second empire et permet d'en affiner la chronologie[19].

- l'oppidum de Montigny-Lengrain, petit éperon barré de 9 hectares dont la fouille en 1887 a permis de retrouver de longues fiches en fer, ce qui laisse supposer l'existence d'un rempart de type Murus gallicus[20].

- l'oppidum d'Ambleny.

- l'oppidum de Muret-et-Crouttes n'est pas, lui, directement sur le cours de l'Aisne, mais occupe une position un peu excentrée[1].

On peut ajouter à cette liste l'oppidum du Barillet qui contrôle une route secondaire passant par la vallée de l'Automne. La plupart de ces oppida sont cependant relativement petits.